# 에마뉘엘 샤브리에

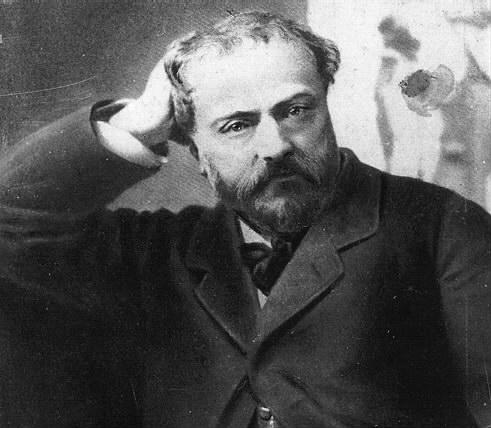
에마뉘엘 샤브리에

에마뉘엘 샤브리에(Emmanuel Chabrier, 1841년 1월 18일~1894년 9월 13일)은 프랑스의 작곡가이자 피아니스트이다. 바그너와 인상파 회화에 심취하고 활력에 넘치는 창작에 화성적 면에서의 창의(創意)를 보여 후세에 크나큰 영향을 미친 당시의 혁신파였다.

## 생애
산이 많은 고장인 오베르뉴 지방(프랑스 중부)의 앙베르(퓨이 드 돔)에서 태어난 샤브리에는 처음에 이 지방의 중심지인 클레르몽에서 일반교육을 받은 뒤 파리에서 법률을 배워 1861년에 내무성관리가 되었다. 그러는 한편으로는 피아노를 습득하여 25세에 화성법의 교수가 될 정도였으며 마침내 음악에 전념하기 위해 1879년에는 관직에서 물러났다. 이미 1877년의 오페레타 <별>로 작곡가로서의 경력을 쌓기 시작하였던 그는 라무르 교향악협회의 합창지휘자가 됨으로써(1881) 자타가 공인하는 전문적인 음악가의 위치를 굳혔다고 할 수 있겠다. 바이로이트 순례에서 열렬한 바그너 신봉자가 되었으며 에스파냐 여행은 그에게 민속적 색채가 풍부한 소재를 제공하였다. 후자를 써서 작곡한 관현악곡 <에스파냐>는 1883년의 초연에서 갈채를 받았다. 바그너풍의 지도동기를 사용한 오페라 <그반돌리느>(1885)는 덴마크인의 야성적인 풍속을 묘사하여 거친 색채와 부드러운 감상(感傷)을 교묘하게 대조시켜 앙리 3세를 주인공으로 한 오페라 <마지못해 된 왕>(1887)(억지 임금님)과 함께 그의 이름을 높였다.

## 작품 세계
그의 가장 훌륭한 작품은 우아하고 서정적인 <프랑스 송가>(1890)라고도 한다. 그러나 <회화적 소품>(1881)이나 <변덕스러운 부레>(1891) 같은 피아노곡, 또는 가곡에도 버리기 아까운 곡들이 있다. 원래가 아마추어 출신으로 뒤늦게 작곡을 시작한 그로서는 전문가다운 기능의 부족이라는 결함이 있었다. 그러나 그는 드물게 보는 활발한 상상력의 소유자로 화성어법(和聲語法)의 갱신에 큰 구실을 하였으나 이는 오히려 아카데믹한 수련으로 상상력에 제한을 하지 않아도 되었기 때문이라 할 수 있다. 강렬한 리듬감각과 빛나는 색채감, 깊숙한 내부에 넘칠 듯한 활력이 가득찬 그것이 자유롭고 구애됨이 없는 유머를 발산시키거나 한편으로는 심약하고도 감상적인 몽상가의 일면을 지니기도 한다. 그를 프랑크 그룹에 접근시킨 이유의 하나가 바로 이러한 면일는지 모른다. 주요 작품으로는 앞서 말한 것 외에 성악곡으로 <슈라미의 여인>(1885), 관현악곡 <즐거운 행진곡>(1890), 2대의 피아노를 위한 <로맨틱한 왈츠>(1883) 등이 있다.